# Ciñera
Ciñera es una localidad española perteneciente al municipio de La Pola de Gordón, en la provincia de León, comunidad autónoma de Castilla y León. Está situada sobre el río Bernesga, en la carretera N-630 entre La Robla y Asturias.
Posee una estación de ferrocarril en la línea que une las ciudades de León y Gijón y cuenta con servicios regionales entre ambas ciudades.

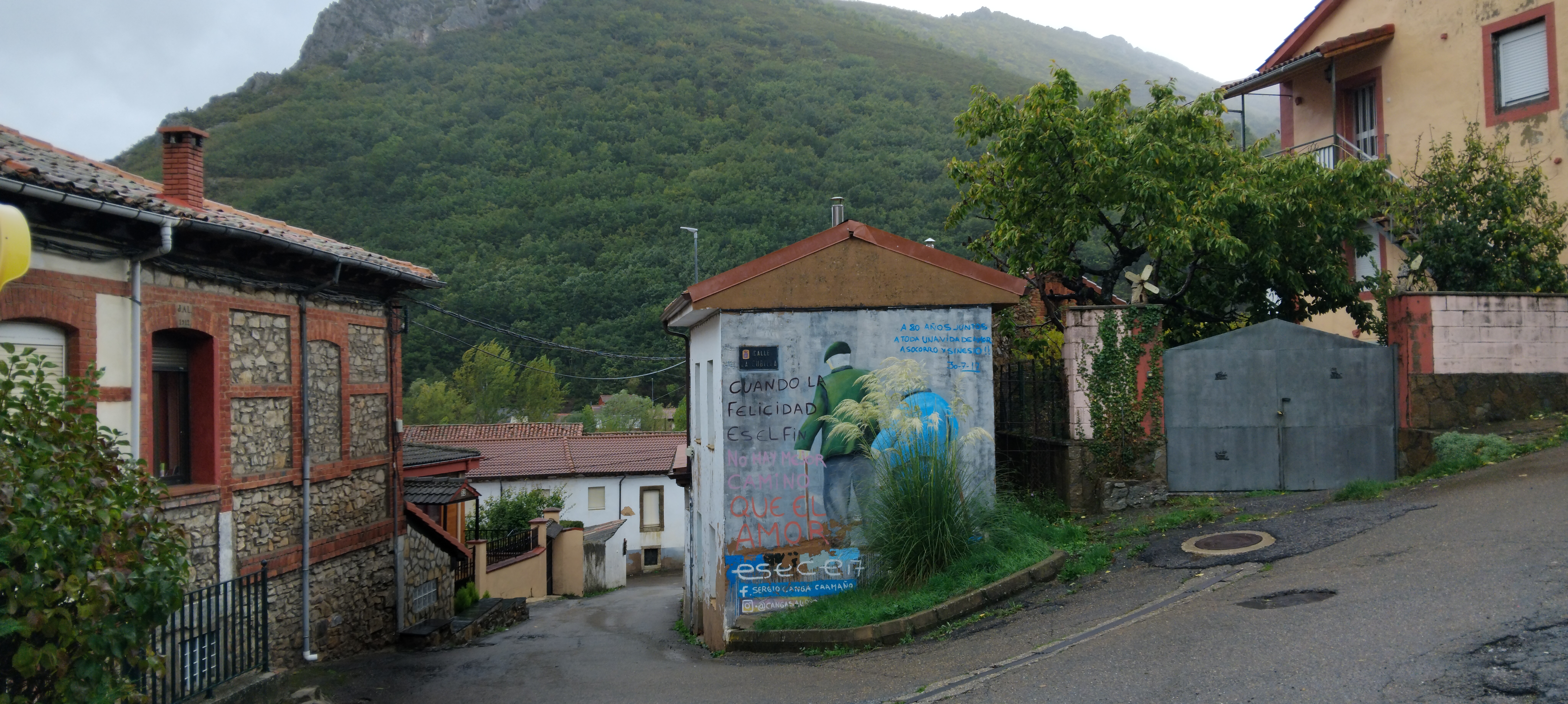
Detalle del pueblo. Octubre de 2024

Los terrenos de Ciñera de Gordón limitan con los de La Vid de Gordón al norte, Villar del Puerto al noreste, Valle de Vegacervera y Coladilla al este, Serrilla, Matallana de Torío, Orzonaga y Llombera al sureste, Santa Lucía de Gordón al sur, Vega de Gordón y Beberino al suroeste, Cabornera y Paradilla de Gordón al oeste y Folledo y Buiza al noroeste.
Perteneció al antiguo Concejo de Vegacervera.

## El Faedo
En Ciñera se sitúa uno de los hayedos mejor conservados de España, el Faedo de Ciñera, situado en las cercanías del pueblo, al lado de una mina.